# 나노곰포돈
나노곰포돈(Nanogomphodon)은 트라이아스기 중기 독일에 살았던 키노돈트이다. 다른 키노그나투스류와 마찬가지로 나노곰포돈도 초식성이었다.

## 어원
나도곰포돈의 학명은 그리스어로 "난쟁이 못 이빨"을 의미한다. Nano는 난쟁이, Gompho는 못을 의미하며, Don은 이빨을 의미한다.